# Lucilia taiwanica
Lucilia taiwanica är en tvåvingeart som beskrevs av Hiromu Kurahashi och Tadao Kano 1995. Lucilia taiwanica ingår i släktet Lucilia och familjen spyflugor.
Artens utbredningsområde är Taiwan. Inga underarter finns listade i Catalogue of Life.